# GPU (policja polityczna)

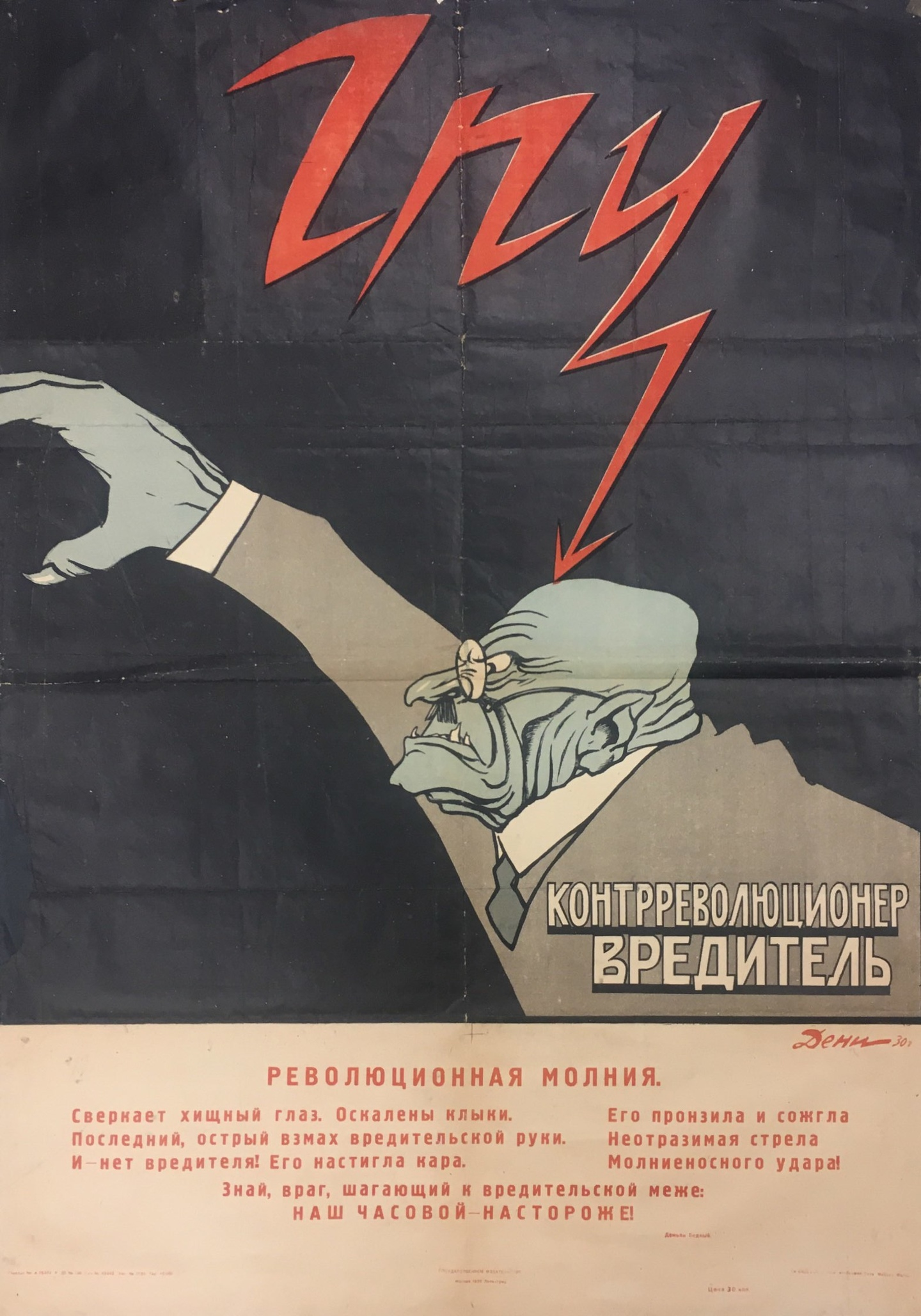
GPU jako „rewolucyjna błyskawica”. Sowiecki plakat propagandowy 1930

GPU (ros. Государственное Политическое Управление (ГПУ) – Gosudarstwiennoje politiczeskoje uprawlenije – Państwowy Zarząd Polityczny) – sowiecka policja polityczna od 6 lutego 1922 do 2 grudnia 1923 roku
Utworzona wskutek przekształcenia Czeki. Po utworzeniu w grudniu 1922 ZSRR, w listopadzie 1923 przekształcona w OGPU, którego oddziały republikańskie nosiły nazwę GPU.

## Utworzenie GPU
IX Wszechrosyjski Zjazd Rad 28 grudnia 1921 ogłosił postanowienie o rozwiązaniu Nadzwyczajnej Komisji do Walki z Kontrrewolucją i Sabotażem (Czeka).
6 lutego 1922 roku Wszechrosyjski Centralny Komitet Wykonawczy (WCIK) wydał postanowienie, na mocy którego powołany został Państwowy Zarząd Polityczny przy istniejącym od listopada 1917 Ludowym Komisariacie Spraw Wewnętrznych RFSRR (NKWD).

## Administracja i zadania GPU
Mimo iż GPU formalnie usytuowany był w strukturach NKWD RFSRR, to była to jedynie podległość organizacyjna, gdyż zachował on bardzo dużą samodzielność działania. Wynikało to z objęcia dwóch stanowisk kierowniczych przez jednego człowieka Feliksa Dzierżyńskiego. Dzierżyński był jednocześnie ludowym komisarzem spraw wewnętrznych i przewodniczącym GPU, przykładając więcej sił i uwagi na piony bezpieczeństwa państwowego, wywiadu i kontrwywiadu, czyli GPU, wywodzącego się z jego byłej organizacji Czeki, niż do reszty NKWD, spełniającego wówczas rolę resortu porządku i ładu publicznego i gospodarczo-administracyjnego.
Struktury GPU nie odbiegały od struktur rozwiązanej Czeka. W kwietniu 1922 utworzono Wydział Wschodni GPU, w maju 1922 Wydział Kontrwywiadowczy (KRO) GPU i w sierpniu 1922 – Wydział Prawny GPU.
GPU przy NKWD RFSRR, odpowiedzialny był za:
- wykrywanie i zwalczanie działań kontrrewolucyjnych i bandytyzmu;
- walka ze szpiegostwem;
- ochrona kolei i dróg wodnych;
- zabezpieczenie granicy RFSRR;
- walka z kontrabandą[3].

## Centralne Organy kierownicze GPU (do 2 listopada 1923)
Struktura Organizacyjna GPU NKWD RFSRR
Struktura organizacyjna Głównego Zarządu Politycznego przy NKWD RFSRR składała się w większości z pionów przejętych z nieistniejącej już Czeki, takich jak Oddział Kontrwywiadowczy (KontRrazwiedywatielnyj Otdieł – KRO), Zarząd Tajno-Operacyjny (Siekrietno-Opieratiwnoje Uprawlenije – SOU), z którego wywodzi się Oddział Specjalny (Osobyj Otdieł – OO, czyli kontrwywiad wojskowy, a następnie sławny Smiersz oraz Oddział Tajno-Polityczny SPO, który w następnych latach rozrósł się do głównego pionu policji politycznej GUGB. NKWD, a po kojejnych zmianach strukturalnych w radzieckich organach bezpieczeństwa NKGB). Z Czeki przeszedł pod kontrole GPU NKWD RFSRR, jeszcze młody, ale sprawnie działający Oddział Zagraniczny (INOstrannyj Otdieł – INO), czyli pion odpowiedzialny za wywiad zagraniczny, który w następnych latach odniósł sukcesy, za które należy uznać prowadzenie tzw. Pięciu Wspaniałych oraz penetrację amerykańskiego programu budowy bomby atomowej ps. Enormoz (Projekt Manhattan), a następnie powiększony do wielkości Zarządu, nazwę zmieniono na Inostrannoje Uprawlenije – INU, czyli Zarząd Zagraniczny.
Struktura Organizacyjna GPU przedstawiała się następująco:
1. Przewodniczący GPU: Ludowy komisarz spraw wewnętrznych – Feliks Dzierżyński: 6.II.1922 – 2.XI.1923
2. Zastępca przewodniczącego: Józef Unszlicht: 6.II.1922 – 2.XI.1923
3. Sekretarz Przewodniczącego: Wieniamin Gerson: 6.II.1922 – 2.XI.1923
4. Kolegium przy Przewodniczącym GPU

Skład Kolegium GPU (na koniec 1922 roku)
- Sekretariat Kolegium – Szef Sekretariatu Kolegium GPU: R. Jezierskaja: 6.II.1922 – 2.XI.1923
- Komisarz Spraw Wewnętrznych, Przewodniczący GPU: Feliks Dzierżyński
- Zastępca Przewodniczącego GPU: Józef Unszlicht
- Szef GPU Guberni Moskiewskiej: Filipp Miedwied´
- Szef GPU Guberni Piotrogrodzkiej: Stanisław Messing
- Szef Tajnego Zarządu Operacyjnego [SOU] GPU: Wiaczesław Mienżynski
- Szef Oddziału Specjalnego [SOU] GPU: Gienrich Jagoda
- Szef Oddziału Specjalistycznego [SOU] GPU: Gleb Bokij
- Szef Oddziału Wschodniego [SOU] GPU: Jakow Peters
- Wydział Specjalny (ochrona działaczy i obiektów partyjnych i rządowych) szef Abram Bieleńki 6.II.1922 – 2.XI.1923

- Zarząd Organizacyjny szefowie: kolejno: Gienrich Jagoda luty/kwiecień 1922, W. Czajwanow kwiecień/wrzesień 1922, oraz jako pełniący obowiązki szefa S. Żdanowicz wrzesień/listopad 1922. Zarząd rozwiązano a sprawy przekazano do Zarządu Administracyjno-Organizacyjnego (AOU).

- Zarząd Tajno-Operacyjny [SOU], szef: Wiaczesław Mienżynski 6.II.1922 – 2.XI.1923, koordynował działania oddziałów operacyjnych które wchodziły w jego skład:
  - Oddział Specjalny [OO] (kontrwywiad w Armii Czerwonej i Flocie Czerwonej, zwalczanie szpiegostwa i bandytyzmu politycznego oraz cenzura wojskowa), szef: Wiaczesław Mienżynski luty/czerwiec 1922, Gienrich Jagoda czerwiec 1922 – listopad 1923
  - Oddział Kontrwywiadowczy [KRO], utworzony 8 lipca 1922 roku z przekształcenia Wydział Kontrwywiadowczego Oddziału Specjalnego [OO] szef Artur Artuzow 13.VII.1922 – 2.XI.1923
  - Oddział Tajny [SO] (walka z antyradzieckimi partiami, organizacjami i ugrupowaniami politycznymi oraz duchowieństwem): szef Timofiej Samsonow 6.II.1922 – 25.V.1923, następnie Tierientij Dieribas maj/listopad 1923
  - Oddział Zagraniczny INO (wywiad zagraniczny) naczelnik Solomon Mogilewski luty/marzec 1922, i Michaił Trilisser marzec/listopad 1923
  - Oddział Operacyjny [OO] (obserwacja zewnętrzna, areszty, technika operacyjna, kartoteka, archiwum, analiza i opracowywanie informacji oraz statystyks, prasa itp.) szef I. Surta 6.II.1922 – 12.V.1923, Karl Pauker maj/listopad 1923
  - Oddział Centralnej Rejestracji wydzielony z OO, posiadał 9 biur i wydziałów; szef J. Rocen marzec/kwiecień 1922 następnie Aleksandr Szanin 1922–1923
  - Oddział Informacyjny [INFO] utw. 28 marca 1921 roku. (opracowywał informacje i zbiorcze analizy dla kierownictwa NKWD, partii i rządu sowieckiego, zajmował się także cenzurą wojskową). Szef: Innokientij Stukow marzec/wrzesień 1921, Bronisław Bortnowski wrzesień/grudzień 1921 oraz Witold Aszmarin (właściwie Achramowicz) 1.I.1922 – 2.XI.1923
  - Oddział Transportowy (w oddziałowi podlegały cztery wydziały) szef Gieorgij Błagonrawow
  - Oddział Wschodni utw. 2 czerwca 1922 roku, na bazie 14 Wydziału OO (Operacyjnego) (zwalczał kontrrewolucje we wschodnich i południowo-wschodnich republikach RFSRR, organizował także kontrwywiad przeciwko tzw. państwom ościennym) szef Jakow Peters VI.1922 – 2.XI.1923
  - Oddział Kontroli Politycznej utw. 21 grudnia 1922 roku (kontrolował międzynarodową i krajową korespondencję oraz inne przesyłki pocztowe) szef Boris Etingof 21.VI.1922 – 1.V.1923, maj/listopad 1923
  - Specjalne Międzynarodowe Biuro ds. Dezinformacji utw. w styczniu 1923 roku
  - Biuro Specjalne ds. Administracyjnej Zsyłki Antyradzieckich Elementów Inteligenckich utw. na początku listopada 1922 roku, zlikwidowane pod koniec stycznia 1923 roku, szef Jakow Agranow 2XI.1922 – 27.I.1923

- Zarząd Ekonomiczny [EKU] (zwalczał tzw. kontrrewolucyjne działania w gospodarce, szpiegostwo ekonomiczne, przestępstwa gospodarcze i urzędnicze); szef Zinowij Kacnelson, początkowo jako pełniący obowiązki 1922–1923

- Zarząd Administracyjno-Organizacyjny [AOU] posiadał 18 różnych Oddziałów i wydziałów. Szef: Stanisław Redens luty/wrzesień 1922 oraz I. Woroncow wrzesień 1922 – listopad 1923

- Sztab Wojsk GPU Szef: F. Pataki, następnie E. Kadomcew oraz N. Jefimow 1922-1923

- Oddział Specjalny (kryptologia dla potrzeb kraju, także radiowywiad oraz radiokontrwywiad) szef Gleb Bokij

- Oddział Szyfrowy (tajna łączność szyfrowa)

- Oddział Prawny utw. 22 sierpnia 1922, szef Władimir Feldman 22.VIII.1922 – 2.XI.1923, jednocześnie komendant Szkoły GPU

- Oddział Zaopatrzenia szef S. Sidorow 6.II.1922 – 2.XI.1923

- Kursy-Szkoła GPU szef Władimir Feldman 6.II.1922 – 2.XI.1923

- Archiwum Wojskowe GPU utw. w maju 1922 roku

- Oddział Ochrony Granic GPU utw. pod koniec lipca 1923 roku, szef Jan Olskij (właściwie Kulikowski) sierpień/październik 1923,

- Główna Inspekcja Wojsk GPU utw. w październiku 1923 roku szef Jan Olskij październik/listopad 1923

## GPU w terenie i przekształcenie w OGPU
W terenie GPU posiadało swoje przedstawicielstwa, które działały w okręgach, republikach autonomicznych, guberniach i większych miastach Rosyjskiej Federacyjnej Socjalistycznej Republiki Radzieckiej.
Po utworzeniu ZSRR w listopadzie 1923 Państwowy Zarząd Polityczny wyodrębniono ze struktur NKWD i na jego bazie powołano Zjednoczony Państwowy Zarząd Polityczny (OGPU), podporządkowany Radzie Komisarzy Ludowych ZSRR. Po przekształceniu GPU w OGPU nazwę GPU nosiły oddziały OGPU w republikach ZSRR.